# This Is the New Shit
This Is the New Shit (englisch etwa für „Das ist der neue Scheiß“) ist ein Lied der US-amerikanischen Rockband Marilyn Manson. Der Song ist die zweite Singleauskopplung ihres fünften Studioalbums The Golden Age of Grotesque und wurde am 1. September 2003 veröffentlicht.

## Inhalt
In This Is the New Shit kritisieren Marilyn Manson, dass sich in der Unterhaltungsindustrie und damit auch in der Musik stets die gleichen Themen, wie beispielsweise Partys, Sex, Gewalt und Liebe, wiederholten. Mittlerweile seien generell alle möglichen Themen schon auf irgendeine Weise musikalisch behandelt worden und wirklich „neuen Scheiß“ gebe es nicht mehr.

“Everything has been said before

Nothing left to say, anymore

When it’s all the same

You can ask for it by name

Are you motherfuckers ready for the new shit?

Stand up and admit tomorrow’s never coming

This is the new shit”

## Produktion
Der Song wurde von den Marilyn-Manson-Mitgliedern Marilyn Manson und Tim Skold produziert. Beide fungierten zusammen mit dem weiteren Bandmitglied John 5 auch als Autoren.

## Musikvideo
Bei dem zu This Is the New Shit gedrehten Musikvideo führte Marilyn Manson zusammen mit The Cronenweths Regie. Es verzeichnet auf YouTube über 116 Millionen Aufrufe (Stand: Mai 2024). Die Kulisse des Videos ist teilweise an die Ästhetik der 1930er-Jahre und des Nationalsozialismus angelehnt. Zu Beginn fährt Marilyn Manson in einem Mercedes aus dieser Zeit zu einem Auftritt. Er trägt einen langen, schwarzen Mantel und wird begleitet von zwei leichtbekleideten Frauen. Anschließend sieht man die Band beim Konzert in einer Halle vor großem Publikum. Einige Szenen zeigen die Bandmitglieder, wie sie vor dem Auftritt geschminkt werden sowie Marilyn Manson, der das Bein und den Fuß einer Frau ableckt. Gegen Ende steht er mit einer Micky-Maus-Maske auf der Bühne.

## Single

### Covergestaltung
Das Singlecover zeigt Marilyn Manson, der einen weißen Anzug und eine schwarz-weiße Kopfbedeckung, ähnlich einer Kapitänsmütze, trägt. Er ist grellweiß geschminkt, trägt schwarzen Lippenstift und hat den Blick nach unten gerichtet. Über und unter dem Bild befinden sich die weißen Schriftzüge Marilyn und Manson, während am unteren Bildrand der Titel THiS iS THe NeW *HiT in verschiedenen grauen Buchstaben steht. Der Hintergrund ist komplett in Schwarz gehalten.

### Titellisten
Die Single erschien in unterschiedlichen Versionen.
Version 1
1. This Is the New Shit (Album-Version) – 4:20
2. Mobscene (Overnight Mix by Flint & Youth) – 3:52

Version 2
1. This Is the New Shit (Album-Version) – 4:20
2. This Is the New Shit (Goldfrapp-Remix) – 4:09
3. Baboon Rape Party – 3:24
4. Mobscene (Video) – 3:51

Version 3
1. This Is the New Shit (Album-Version) – 4:20
2. Mind of a Lunatic (Cover von Geto Boys) – 9:49
3. Mobscene (Overnight Mix by Flint & Youth) – 3:52

### Chartplatzierungen
This Is the New Shit stieg am 15. September 2003 auf Platz 38 in die deutschen Charts ein und belegte in der folgenden Woche mit Rang 25 die höchste Position. Insgesamt konnte sich der Song neun Wochen in den Top 100 halten. Ebenfalls die Top 50 erreichte die Single unter anderem in Spanien, Österreich, dem Vereinigten Königreich, Australien, Italien und der Schweiz. In den Vereinigten Staaten konnte sie sich dagegen nicht platzieren.
| ChartsChartplatzierungen     | Höchstplatzierung | Wochen |
| ---------------------------- | ----------------- | ------ |
| Deutschland (GfK)            | 25 (9 Wo.)        | 9      |
| Österreich (Ö3)              | 24 (9 Wo.)        | 9      |
| Schweiz (IFPI)               | 44 (7 Wo.)        | 7      |
| Vereinigtes Königreich (OCC) | 29 (2 Wo.)        | 2      |